# Landsarkivet i Härnösand
Landsarkivet i Härnösand, är ett av Sveriges tio landsarkiv och förvarar i huvudsak statligt arkivmaterial från Norrbottens län, Västerbottens län, Västernorrlands län och Gävleborgs län. Arkivet är beläget i Härnösand.

## Historik
Landsarkivet i Härnösand förvarar även inskrivningsmyndigheternas arkiv från hela Sverige. Dessa innehåller handlingar som rör fastigheter och är främst från 1933 fram till 2008. Landsarkivet är till ytan Sveriges största landsarkiv. Arkivbeståndet sträcker sig från 1600-talet fram till nutid och mängden arkivmaterial uppgår till ca 9 mil. Landsarkivet i Härnösand ingår i Arkivcentrum Nord där även Föreningsarkivet Västernorrland, Härnösands kommunarkiv, landstingsarkivet Västernorrland, och Näringslivsarkiv i Norrland (NIN) ingår. Sedan 1983 ligger Landsarkivet i Härnösand i den byggnad som uppfördes 1919 till Hemsö kustartillerikår, efter ritningar av Erik Josephson. Och vilken kom åren 1931–1975 att husera Vanföreanstalten i Härnösand.
I augusti 2022 togs det första spadtaget till en ny gemensam byggnad till Riksarkivets och Skatteverkets i Saltvikshöjden i Härnösand. Byggnaden, som planeras stå färdig våren 2025, uppförs i två sammanbyggda delar, den ena är själva arkivdelen som byggs i betong och andra där administrationen ska hålla till byggs i trä. Riksarkivet i Härnösand kommer med nybyggnationen att rymma 258 000 löpmeter arkivhyllor.

## Galleri

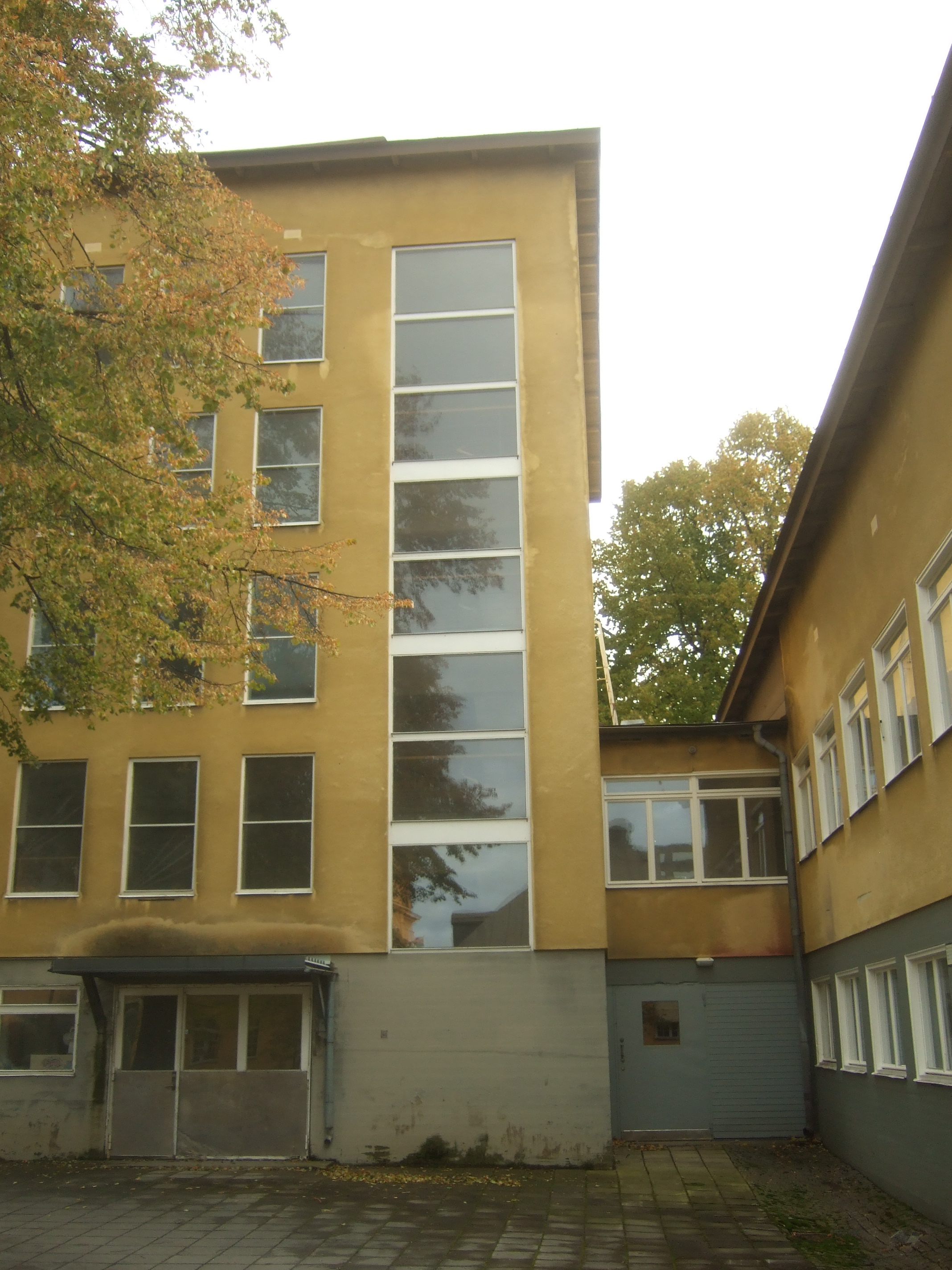
Gamla Landsarkivet i Härnösand.
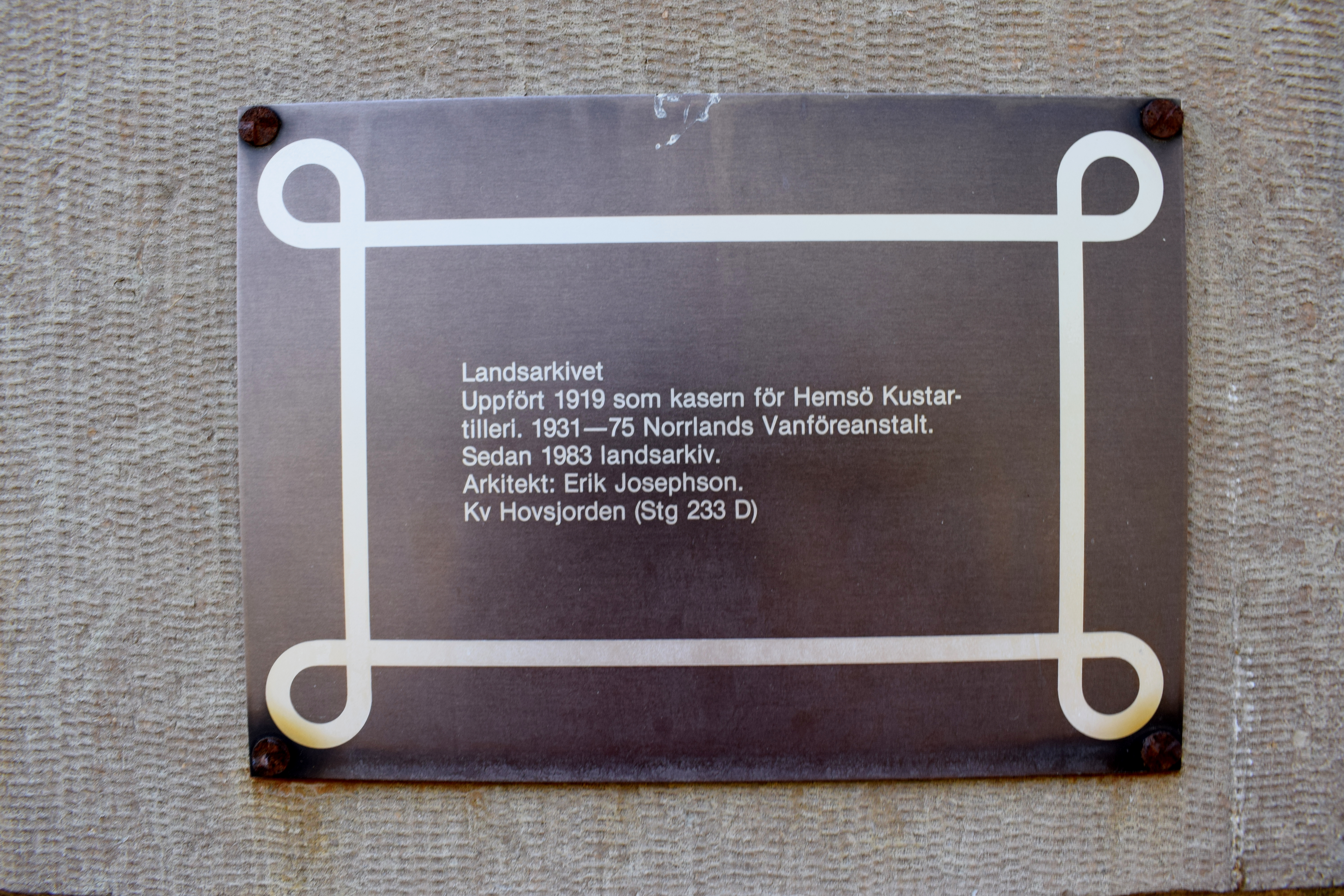
Skylt på entrépartiet.
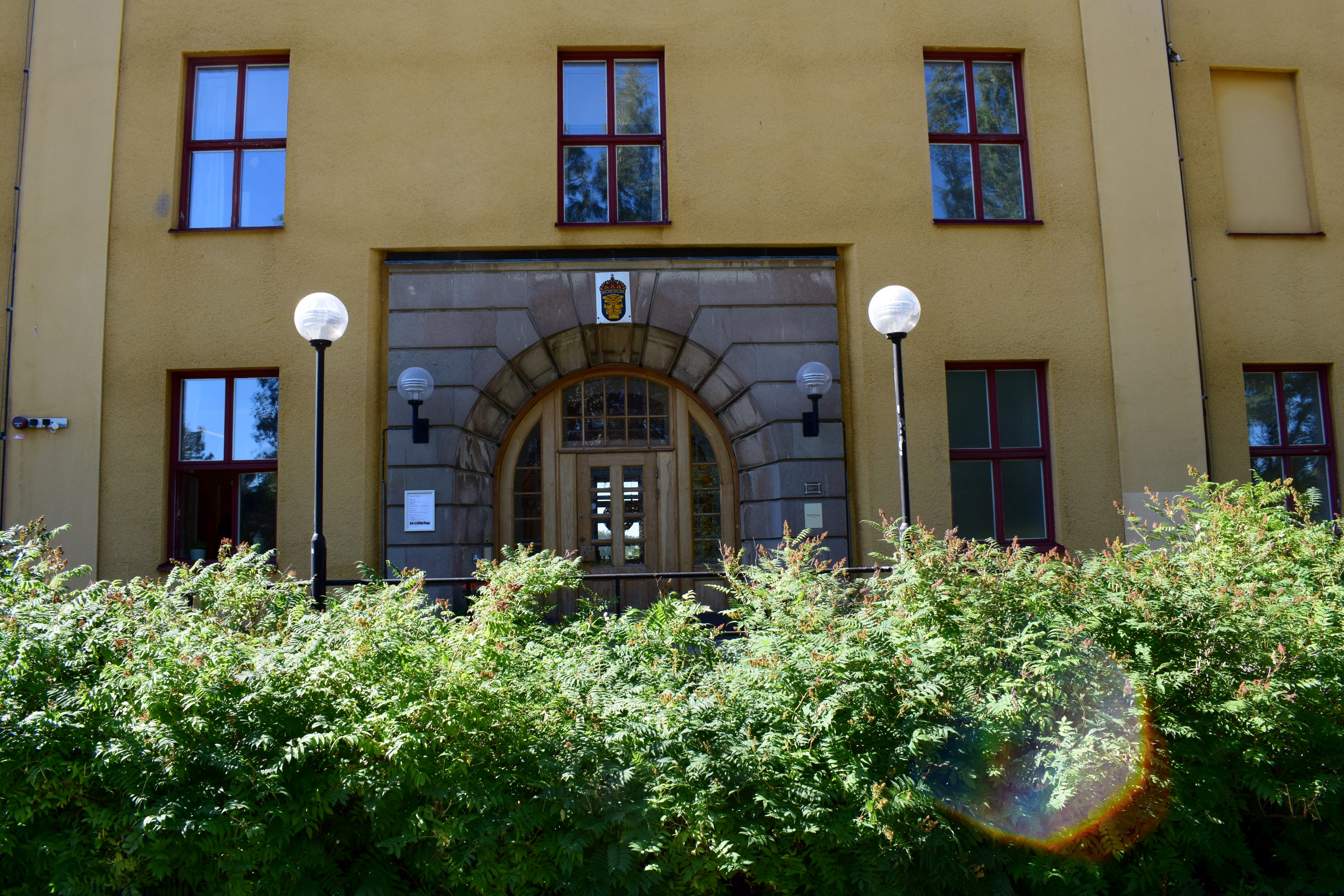
Entréparti till byggnaden.
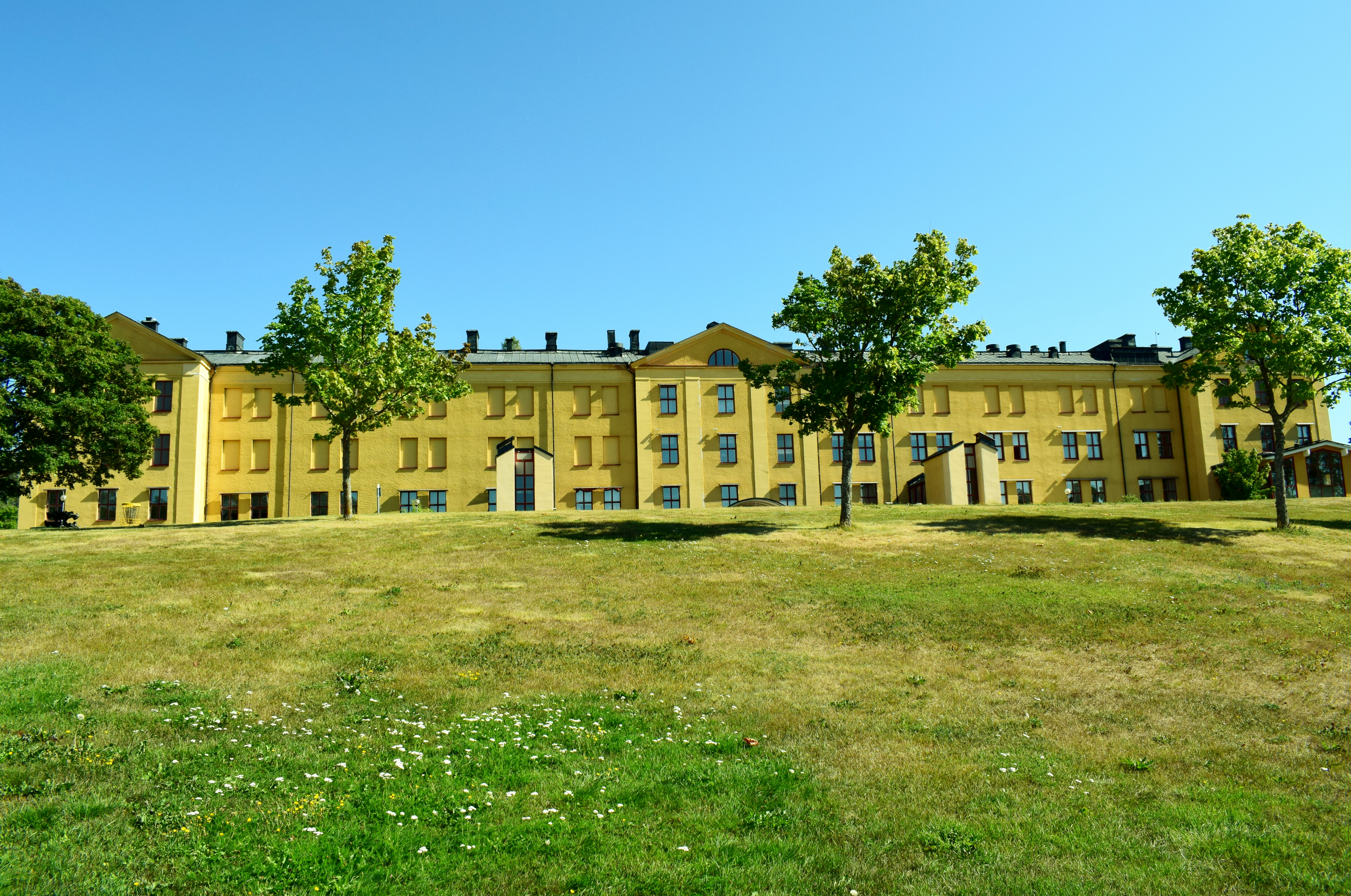
Byggnadens södra sida.
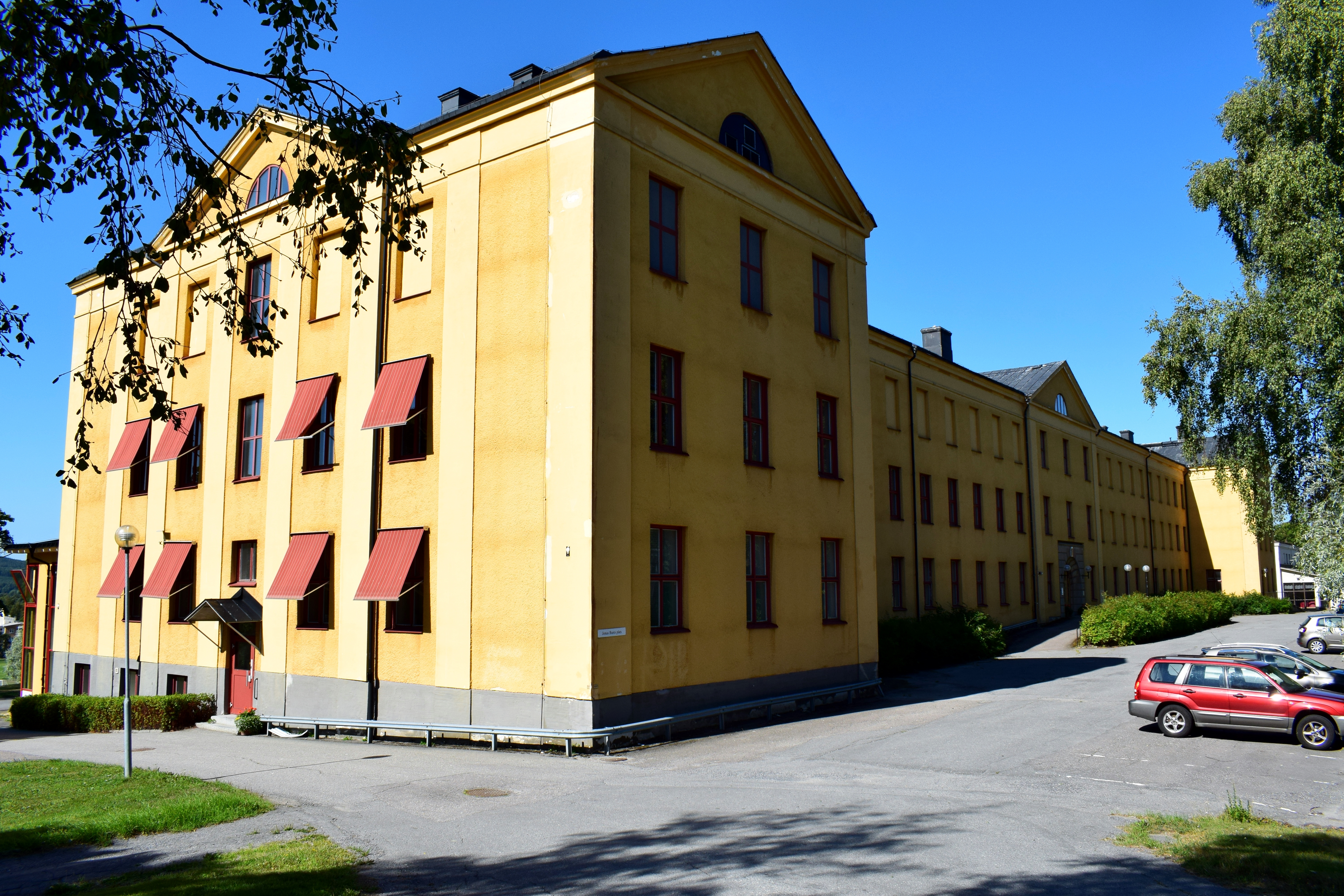
Byggnadens norra sida.